# Odozana nigrata
Odozana nigrata är en fjärilsart som beskrevs av Gottfried Christian Reich 1933. Odozana nigrata ingår i släktet Odozana och familjen björnspinnare. Inga underarter finns listade i Catalogue of Life.